# Vers (Saône-et-Loire)
Vers é uma comuna francesa na região administrativa de Borgonha-Franco-Condado, no departamento Saône-et-Loire. Estende-se por uma área de 4,21 km². Em 2010 a comuna tinha 232 habitantes (densidade: 55,1 hab./km²).